# Seguapallene crassa
Seguapallene crassa là một loài nhện biển trong họ Callipallenidae. Loài này thuộc chi Seguapallene. Seguapallene crassa được miêu tả khoa học năm 1990 bởi Child.